# Sabiniano (usurpatore)
Sabiniano (fl. III secolo) è stato un funzionario romano proconsole che fu a capo di una ribellione contro Gordiano III in Africa.
Si autoproclamò imperatore, ma non ottenne sostegno dalle altre parti dell'impero. Dopo la sua sconfitta ad opera del governatore della Mauretania (240), i suoi sostenitori a Cartagine lo consegnarono alle autorità imperiali.